# Trstice
Trstice (Hongaars: Nádszeg) is een Slowaakse gemeente in de regio Trnava, en maakt deel uit van het district Galanta.
Trstice telt 3.822 inwoners. De overgrote meerderheid van de bevolking is etnisch Hongaar. Ongeveer 10 procent van de bevolking is Slowaaks.